# Послуги пекла коштують дорого
«Послуги пекла коштують дорого» (англ. Pumpkinhead: Ashes to Ashes; також відомий під назвою «Гарбузоголовий 3» та «Пекельна помста 3: Прах до праху») — фільм жахів 2006 року режисера Джейка Веста, продовження фільмів «Гарбузоголовий» і «Гарбузоголовий 2». У 2007 році вийшла четверта частина серіалу під назвою «Послуги пекла коштують дорого 2: Вендета». Прем'єра фільму відбулася 28 жовтня 2006 року.

## Сюжет
Доктор, патологоанатом і власник похоронного бюро в одній особі Дока Фрейзера чесно виконує свою роботу і шанований в місті. Проте ніхто не знає про те, що він робить з трупами. Фрейзер використовує частини або елементи тіла небіжчиків у своїй практиці для здійснення пластичних операцій, а також для продажу на чорному ринку. Допомагають йому в цій справі його родичі Бун Воллес і сестра-наркоманка. Одного разу Бун, позбавляючись від тіла чергового трупа в болотах, стикається з заблукавшою людиною. Чоловік під приводом пошуку телефону потрапляє у похоронне бюро Фрейзера, де його присипляють і вирізують нирку. Далі за відпрацьованою схемою людину треба було втопити, але чоловік вижив. Незабаром в місті стався поліцейський рейд, в якому також брали участь добровольці. В лісі, що знаходиться неподалік від міста, було виявлено безліч трупів, членів банди Фрейзера заарештували, проте на самого Фрейзера підозри не пали. Родичі убитих незадоволені і хочуть відшукати організатора, для цього четверо людей прямують до відьми, будинок якої знаходиться на гарбузовому полі. Відьма закликає демона, який повинен помститися за всі смерті.

## У ролях
- Даг Бредлі — Док Фрейзер
- Ленс Генріксен — Ед Харлі
- Дуглас Робертс — Бун Воллес
- Ліза Макаллістер — Далія Воллес
- Тесс Панцер — Моллі Сью Аллен

## Зв'язок з іншими частинами серії
Основною сполучною складової фільму з минулими частинами серії є викликаний демон-гарбузоголовий, вигляд якого практично не змінився, а також зберегіся його зв'язок із викликаною його людиною. Однак, в цій частині демон став більш агресивним, і тепер він може вбити не тільки позначених і тих, хто заважає йому дістатися до жертв, але й випадкових людей, не пов'язаних з вендетою. Також у фільмі зустрічаються персонажі першої частини — Ед Харлі, який став Гарбузоголовим демоном і Бун Воллес, хлопчик, який допомагав жертвам з першої частини.

## Художні особливості
Основна маса спецефектів фільму створена без використання комп'ютерних ефектів, що укупі з низьким бюджетом фільму, створює естетику фільмів жахів середини та кінця 80-х років. Однак всупереч сказаному фільм не обійшли і комп'ютерні технології, які були задіяні в декількох сценах.
Вбивства у фільмі
Вбивства у фільмі здійснює, крім Дока Фрейзера і його банди, в основному викликаний відьмою демон-гарбузоголовий. Серед останніх є: перерізання горла людини кігтями, стискання і здавлювання голови обома лапами, проштрикування наскрізь тіла металевим штирем, кидання тіла об стіну і т. і.